# Rui Manuel Sousa Valério
Rui Manuel Sousa Valério SMM (Vila Nova de Ourém, 23 maart 1991) is een Portugees rooms-katholiek geestelijke en een patriarch van de Rooms-Katholieke Kerk.
Sousa Valério bezocht het kleinseminarie in Fátima. In 1984 trad hij in bij de  congregatie van de Montfortanen. Hij studeerde in Rome filosofie aan de pauselijke Lateraanse Universiteit en katholieke theologie aan de pauselijke Universiteit Gregoriana, waar hij in 1990 een licentiaat behaalde. Op 23 maart 1991 werd hij priester gewijd; vervolgens was hij werkzaam als pastoraal werker. In 1997 behaalde hij een PhD aan de Katholieke Universiteit van Portugal.
Op 27 oktober 2018 werd Sousa Valério benoemd tot bisschop van het militair ordinariaat van Portugal. Zijn bisschopswijding vond plaats op 25 november 2018. Hij werd op 10 augustus 2023 benoemd tot patriarch van Lissabon, als opvolger van  Manuel Macário do Nascimento Clemente die met emeritaat was gegaan.
Tomás de Almeida · José Manoel da Câmara · Francisco de Saldanha da Gama · Fernando de Sousa da Silva · José Francisco Miguel António de Mendonça · Carlos da Cunha e Menezes · Patrício da Silva · Francisco de São Luís Saraiva  · Guilherme Henriques de Carvalho · Manuel Bento Rodrigues da Silva · Inácio do Nascimento de Morais Cardoso · José Sebastião de Almeida Neto · António Mendes Belo · Manuel Gonçalves Cerejeira · António Ribeiro · José da Cruz Policarpo · Manuel Macário do Nascimento Clemente · Rui Manuel Sousa Valério